# Simplocaria remota
Simplocaria remota là một loài bọ cánh cứng trong họ Byrrhidae. Loài này được Brown miêu tả khoa học năm 1932.